# Plasteurhynchium canariense
Plasteurhynchium canariense là một loài Rêu trong họ Lembophyllaceae. Loài này được (A. Jaeger) M. Fleisch. miêu tả khoa học đầu tiên năm 1925.